# Heilig-Kreuz-Kirche (Oßla)

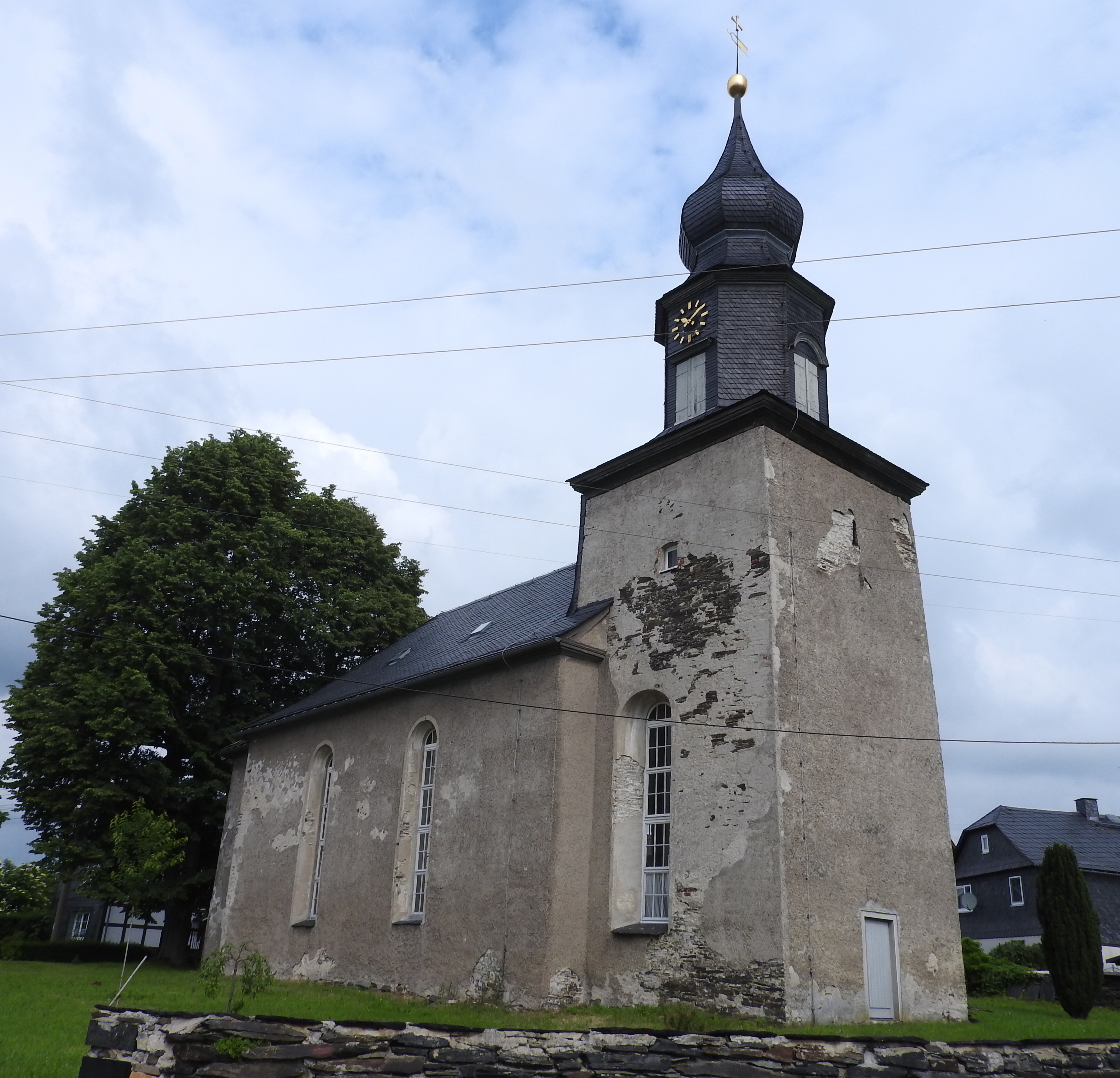
Heilig-Kreuz-Kirche

Die evangelisch-lutherische, denkmalgeschützte Kirche Heilig-Kreuz-Kirche steht in Oßla, einem kleinen Dorf im thüringischen Saale-Orla-Kreis. Die Kirchengemeinde Oßla gehört zum Pfarrbereich Wurzbach im Kirchenkreis Schleiz der Evangelischen Kirche in Mitteldeutschland.

## Beschreibung
Die erste Kapelle hatte einstmals zur Urpfarrei Gahma gehört. Seit 1497 ist für Oßla eine eigene Pfarrei überliefert, die 1540 wieder aufgehoben wurde. 1498 entstand anstelle der Kapelle die erste Kirche des Ortes, die in ihren wesentlichen Teilen noch heute besteht. 1718 zerstörte ein Brand große Teile des Ortes und auch die Kirche. 1721 konnte sie wieder eingeweiht werden. 1800 wurde fast das ganze Dorf erneut durch einen Brand vernichtet;  auch das Gotteshaus wurde stark in Mitleidenschaft gezogen. Schon im Jahr darauf konnten zwar wieder Gottesdienste stattfinden, die eigentliche Einweihung war aber erst 1803. Die heutige rechteckige Saalkirche mit einem eingezogenen Chorturm ist demzufolge das Ergebnis eines zweimaligen Wiederaufbaus.
Das Satteldach des Kirchenschiffs und der Helm des Turms, der aus einem achtseitigen Aufsatz mit einer bauchigen Haube besteht, wurden 1864 umfassend erneuert. Das Kirchenschiff hat zweigeschossige Emporen und ist mit einer Holzbalkendecke überspannt. Im Turm hängen drei Gussstahlglocken von 1922. Zwei der ursprünglichen drei Bronzeglocken mussten 1917 abgeliefert werden. Die dritte kam, nachdem die neuen im Turm aufgehängt wurden, als Schulglocke nach Röttersdorf.
Die Kirchenausstattung von 1803 ist in schlichtem Klassizismus. Eine gründliche Erneuerung des Kircheninneren fand 1966 statt. 1995 beschädigte ein Blitzschlag den Turm, der noch im gleichen Jahr repariert wurde.

## Orgel
Die Orgel mit dreizehn Registern, auf einem Manual und Pedal wurde 1805 von Johann Heinrich Schmidt gebaut und 1941 von Richard Voigt umgebaut. 2004 wurde sie vom Unternehmen Vogtländischer Orgelbau Thomas Wolf restauriert.
Disposition
- Manual C–d³: 1. Principal 4′, 2. Bordun 8′, 3. Violadigambe 8′, 4. Quintadena 8′, 5. Flauto Trav. 8′, 6. Kopp:Fleute 4′, 7. Fugara 4′, 8. Octave 2′, 9. Cornet 3fach, 10. Mixtur 4fach 1′
- Pedal C–c¹: 11. Violon Baß 16′, 12. Sub Baß 16′, 13. Octaven Baß 8′
- Koppel: Pedalkoppel